# حساس الأوزون

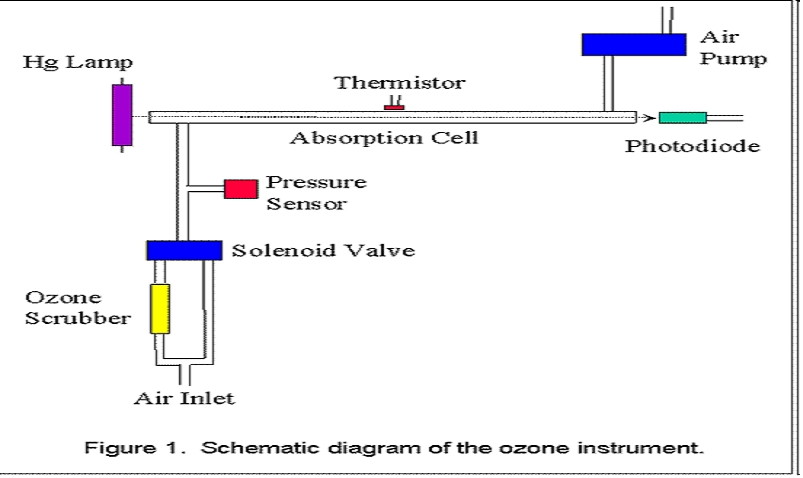
تفاصيل عمل حساس الأوزون

حساس الأوزون أداة إلكترونية تراقب تركيز غاز الأوزون في الهواء سواء داخل التطبيقات الصناعية أو على المسطحات المائية كالمحيطات والبحار على مستوى الأرض لتحديد ما إذا كانت هذه القيم تنتهك المعايير الوطنية لجودة الهواء المحيط (NAAQS).

## نظرية العمل
يعتمد يمتص جزيء الأوزون الأشعة فوق البنفسجية وهو ما تعتمد عليه حساسات الأوزون في التطبيقات التنظيمية لتقدير مستويات الأوزون بدقة حيث يقوم الحساس بسحب عينة من الهواء من الغلاف الجوي إلى الجهاز باستخدام مضخة هواء.
في الدورة الواحدة، يأخذ الحساس عينة هواء واحدة عبر مدخل الهواء وفصل الأوزون من الهواء. في الدورات التالية، تمر عينة الهواء من جهاز التنقية وتحدد قيمة الأوزون. يتم تنشيط صمام الملف اللولبي إلكترونيًا لتحويل تدفق الهواء من جهاز التنقية أو ليمر عليه بتسلسل زمني. يحدد الفرق بين قيمتي العينات عينة الأوزون الفعلية في ذلك الوقت.
قد يكون لدى الشاشة خيارات أخرى لحساب ضغط الهواء ودرجة حرارة الهواء.
يتم تحديد تركيز الأوزون باستخدام قانون بير-لامبرت الذي ينص بشكل أساسي على أن امتصاص الضوء يتناسب مع التركيز. بالنسبة للأوزون، يتم الحصول على طول موجي طوله 254 نانومتر بواسطة مصباح زئبقي عبر طول محدد من الأنابيب مع مرايا عاكسة. يكتشف الثنائي الضوئي في الطرف الآخر من الأنبوب تغيرات السطوع من الضوء.
تقوم الأجهزة الإلكترونية الموجودة على سطح الحساس بمعالجة القيم التي تم الحصول عليها وعرض القيمة على الشاشة، ويمكنها أيضًا إخراج إشارة كهربائية بالتيار الكهربائي أو تيار من 4 إلى 20 مللي أمبير يمكن قراءتها بواسطة مسجل بيانات إلكتروني.
يمكن نقل الإشارة عن طريق منفذ تسلسلي RS232 أو كابل إيثرنت أو تخزين البيانات على ذاكرة وميضية.

## وصلات خارجية
- حساس الأوزون.